# Estação de Rio Tinto (Metro)
Rio Tinto é uma estação do  Metro do Porto situada em Rio Tinto nas proximidades da junta de freguesia de Rio Tinto e das Piscinas Municipais, é assim conhecida por ser a estação mais próxima da junta (como referido acima), acaba também por ser a menos importante da freguesia, tendo um pequeno parque de estacionamento (em relação as outras estações da linha), mas apesar disso é a única na freguesia que é servida proximamente por autocarros, sendo que Venda Nova e Carreira, as paragens mais próximas são afastadas.
Esta estação esta envolvida na Quinta das Freiras, que é a maior área verde da freguesia.
Esta estação acaba por ser uma alternativa a Levada e a Campainha, estações com muito mais gente, a primeira pelo Parque Nascente e a segunda devido ao grande parque de estacionamento envolvente e a escola situada na zona.
Rio Tinto e Levada são as estações mais próximas do centro sendo, como já referido, a segunda a mais utilizada.
A estação de Rio Tinto é servida pelo 803 dos STCP e o 55 da Empresa de Transportes Gondomarenses, que após 1 de Julho de 2012 tomou posse desta linha.